# The Press and Journal
The Press and Journal est un journal du nord de l'Écosse de type généraliste et de format compact et broadsheet. Fondé le 29 décembre 1747, il s'agit du plus vieux quotidien écossais, et du 2e plus vieux quotidien encore existant au monde.

## Histoire
Il parut pour la première fois le 29 décembre 1747, sous le titre d'Aberdeen's Journal et avec une périodicité hebdomadaire. Dès l'année suivante, son nom changea en Aberdeen Journal mais il fallut attendre 128 ans pour que sa périodicité devienne quotidienne, en août 1876.
En novembre 1922, il changea une nouvelle fois de nom en The Aberdeen Press and Journal.
Il parait 6 fois par semaine, du lundi au samedi et connaît 6 éditions locales (après en avoir connu 7 jusqu'en juin 2011) dont les deux plus importantes sont celles d'Aberdeen et d'Inverness. Il est au format compact le lundi et le samedi et au format broadsheet les autres jours.
Il est édité par D. C. Thomson & Co., via sa filiale Aberdeen Journals Ltd.
Il a une diffusion d'environ 65 000 copies, ce qui en fait le journal au format broadsheet le plus vendu en Écosse, devant The Herald et The Scotsman.
Il est connu comme étant de tendance conservatrice, proche justement du Parti conservateur.